# Isla Ventana
Isla Ventana är en ö i Mexiko. Den ligger i bukten Bahía Santa María och tillhör kommunen Navolato i delstaten Sinaloa, i den västra delen av landet. Arean är 1,0 kvadratkilometer.